# Teatro romano (Plovdiv)
Il teatro romano di Plovdiv fu costruito all'inizio del II secolo d.C. e fu eretto a tra il 114 e il 117 nell'allora Filippopoli, sotto Traiano, come risulta da un'iscrizione ivi scoperta. La cavea allo stato originale era in grado di accogliere dai 5.000 sino a 7.000 spettatori. Settori diversi del teatro erano riservati ai distretti in cui era divisa la città. Attualmente della cavea si sono conservate quattordici gradinate, che insieme ai resti della scena e del proscenio testimoniano ancora la ricchezza decorativa dell'edificio.